# Adolf von Goppelt

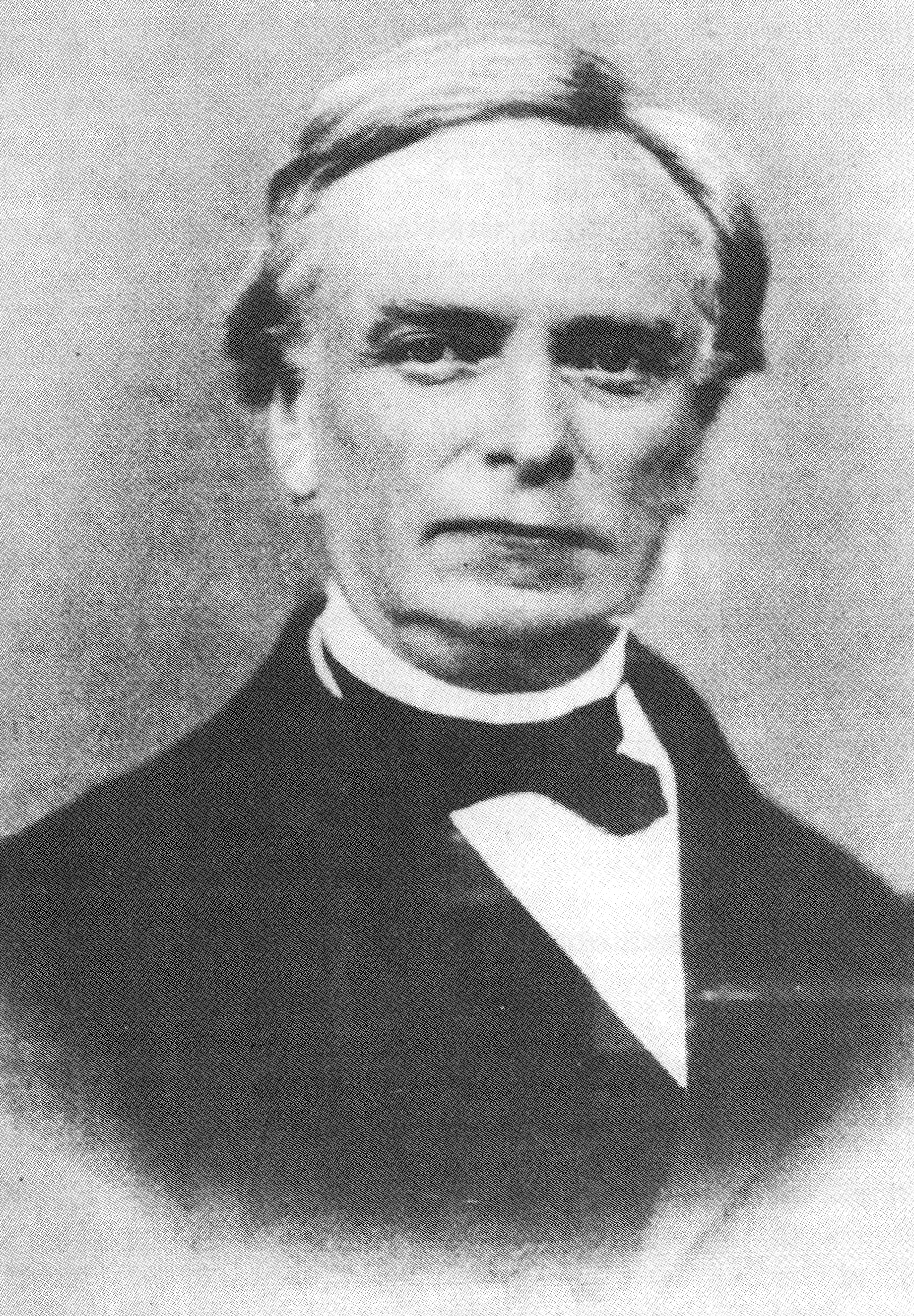
Adolf Goppelt

Adolf Goppelt, ab 1858 von Goppelt (* 2. Januar 1800 in Heilbronn; † 12. Oktober 1875 ebenda), war ein württembergischer Politiker und Finanzminister.

## Leben und Politik
Er war der Sohn des Heilbronner Kaufmanns Georg Goppelt († 1831). Er besuchte das Heilbronner Gymnasium und 1814/15 das Gymnasium in Stuttgart, wo er bei seinem Oheim, dem Staatsrat Karl August von Bühler, lebte und u. a. Bekanntschaft mit Karl Wächter, Robert und Julius Mohl und Paul Pfizer schloss. Nach seiner Rückkehr nach Heilbronn reiste Adolf Goppelt in den Jahren 1819 bis 1822 durch Deutschland, Holland, Belgien und Nordfrankreich. Ab 1824 leitete er mit seinem Bruder das Kolonialwarengeschäft seines Vaters in Heilbronn.
1831 wurde er erstmals als Kandidat für die Abgeordnetenwahl aufgestellt, trat jedoch zurück, als sich auch der Heilbronner Anwalt August Klett um das Mandat bewarb. Ab 1832 war er mit Unterbrechungen Mitglied des Heilbronner Gemeinderats. 1838 trat er in den Ausschuss der württembergischen Eisenbahngesellschaft zum Bau einer Privat-Aktien-Bahn ein. Von 1838 bis 1848 besaß Goppelt ein Mandat als Abgeordneter der Guten Stadt Heilbronn in der Abgeordnetenkammer der Württembergischen Landstände. Im Landtag konnte Goppelt zur Fraktion der gemäßigten Liberalen gerechnet werden. Am 10. Oktober 1847 beteiligte er sich an der Heppenheimer Tagung zu Erörterung der Deutschlandfrage.
Vom 9. März 1848 bis zum 28. Oktober 1849 war Goppelt Chef des Departements der Finanzen mit dem Titel Staatsrat und somit in der Funktion eines Finanzministers im württembergischen Märzministerium. 1850 gehörte Goppelt als gewählter Abgeordneter für das Oberamt Ludwigsburg der zweiten Verfassungberatenden Landesversammlung an. Von 1851 bis 1856 war er Landtagsabgeordneter für die Wähler im Oberamt Urach. Von 1855 bis 1859 gehörte er der Handelskammer in Heilbronn an, seit 1856 als deren Vorstand. 1863 zog Goppelt (in einer Ersatzwahl für den zurückgetretenen Karl David Metz) erneut für die Stadt Heilbronn in die Zweite Kammer des württembergischen Landtags ein, legte aber 1865 sein Mandat nieder.
Nach dem Deutschen Krieg 1866 schloss er sich der Deutschen Partei an, die für einen Anschluss Württembergs an ein kleindeutsches Reich unter der Führung Preußens eintrat. Nach der Gründung dieses Reiches durch Bismarck gehörte Goppelt dem ersten Reichstag von 1871 bis 1874 an. Sein Reichstagsmandat gewann er im Wahlkreis Württemberg 3 (Heilbronn, Besigheim, Brackenheim, Neckarsulm). Von 1871 bis 1875 war Goppelt auch Mitglied des Württembergischen Staatsgerichtshofs. Goppelt engagierte sich in verschiedenen Handelsorganisationen und Verbänden auf Landes- und Bundesebene.
Die 1835/36 erbaute Villa Goppelt in der Fleiner Straße 1 in Heilbronn war ein Mittelpunkt des kulturellen Lebens der Stadt. Goppelt vermachte einen Teil seines Vermögens der Staatsrat von Goppelt'schen Stiftung für Bildungszwecke, auf deren Initiative die Stadtbibliothek Heilbronn zurückgeht.

## Familie
Adolf von Goppelts Vater Georg Goppelt († 1831) war ein selbstständiger Kaufmann und betrieb das um die Mitte des 18. Jahrhunderts von Johann Gottfried Goppelt aus Crailsheim gegründete Geschäft Kolonialwaren J. G. Goppelt in Heilbronn. Georg Goppelts Frau hieß Friederike geborene Müller. Das Ehepaar hatte neben Adolf noch einen Sohn namens Heinrich († 1850). Goppelts Onkel Karl August von Bühler (* 1765; † 1848) war württembergischer Regierungspräsident, Staatsrat und Ehrenmitglied des Geheimen Rats. Adolf von Goppelt heiratete 1823 Caroline Heermann. Die Ehe blieb kinderlos. Als Pflegeeltern nahmen Emma und Adolf von Goppelt die beiden Kinder von Carolines verwitwetem Bruder Friedrich Heermann an. Emma Heermann, Friedrich Heermanns Tochter, heiratete später Adolf Otto und bewohnte mit ihm zusammen die Villa Goppelt in der Wilhelmstr. 7.